# 藤井清孝
藤井 清孝（ふじい きよたか、1957年2月10日 - ）は日本の実業家。REALM IDx 取締役会長。REALM IDxは、癌、認知症の早期発見診断や、同疾病分野の薬剤開発のためのバイオマーカー探索技術やサービスを提供する、カリフォルニア州に本拠を置く米国企業。遺伝子診断大手のAmbry Genetics社、脳神経分野の画像解析ではトップシェアのInvicro社を傘下に持つ。 IDxはIntegrated Diagnosticsの略で、遺伝子、病理、画像診断を総合的に判断するデータ・プラットフォームを示唆している。

## 略歴
兵庫県神戸市生まれ。灘高等学校、東京大学法学部を経て、マッキンゼー・アンド・カンパニー東京事務所に入社。東大から新卒でマッキンゼー入社の第1号である。
1986年ハーバード大学経営学修士号取得後、ニューヨークの投資銀行ファーストボストンでM&Aに従事、ルパート・マードックによるメディア企業買収、三菱地所によるロックフェラーセンター買収、フォーシーズンズ・ホテルによるリージェントホテル買収、サントリーによる英国企業との合弁設立、EMIによるフジサンケイグループからヴァージン・レコードの買収など、数々の国際的大型M&A案件に携わる。帰国後、ブーズ・アレン・ハミルトン取締役副社長を経て、40歳で半導体設計ソフトウェア、ケイデンス・デザイン・システムズ代表取締役社長（1997年 - ）就任。SAPジャパン代表取締役社長（2000年1月11日 - 2005年7月31日）在任中に売り上げを3倍に伸長し、日本大企業の７割近くが基幹業務にSAPのシステム導入実績を達成。クインタイルズ・トランスナショナル・ジャパン代表取締役社長。LVMHの総帥であるベルナール・アルノーに請われてLVMHパリ本社に入社後、ルイ・ヴィトンジャパンカンパニープレジデント&CEOに就任、退任後はLVMH本社アドバイザーに就任。
電気自動車インフラサービスのベタープレイス・ジャパン代表取締役社長兼アジアパシフィック代表(2008年 - 2012年)、オリンパス株式会社 社外取締役、ヘイロー・ネットワーク・ジャパン株式会社代表取締役社長、ザ・リアルリアル株式会社代表取締役社長を経て、2016年にコニカミノルタ入社、ヘルスケア事業の責任者を務めた。
英、仏語に堪能。キッシンジャーとの対談で、日本人で一番説得力のある英語を話すと評される。2014-2015年に六本木アカデミーヒルズで、ハーバード・ビジネス・スクールのケーススタディを英語で教える講座を開催。2013-2014年に九州大学客員教授として同大学で国際経営講座を担当。
アメリカマサチューセッツ州の出身の前妻、ジャーナリストで日本外国特派員協会の元会長のルーシー・バーミンガムとの間に、The SALOVERSの元ギタリスト藤井清也、ハリウッドで女優藤井仁奈、タレントの藤井サチの3人の子。料理研究家の中村奈津子と再婚。

## 著書
- 『グローバル・マインド』 ダイヤモンド社、2009年1月、ISBN 978-4478007655
- 『グローバル・イノベーション』 朝日新聞出版、2010年6月、ISBN 978-4023308077